# Monophorasteridae
De Monophorasteridae zijn een familie van uitgestorven zee-egels (Echinoidea) uit de orde Clypeasteroida.

## Geslachten
- Amplaster Martínez, 1984 †
- Monophoraster Lambert & Thiéry, 1921 †